# 相互准入協定
相互准入協定 （英語：Reciprocal Access Agreement, RAA），是政府之间共享军事训练及行动的双边国防安全协定。 協定旨在为两国為需要时调动军事力量建立框架，包含军事物資等。
日本已與澳大利亚、英国、菲律賓簽署相互准入協定。  對澳大利亚而言，签署相互准入協定能进一步加强与印度、美国等国的关系，并更新一些旧协定，如《日澳安全保障共同宣言》（Joint Declaration on Security Cooperation, JDSC）。 

## 历史

### 日澳相互准入協定
《日澳相互准入協定》相關讨论始于2014年，是日本自1960 年与美国簽訂美日《駐軍地位協定》以来与他國签订的第二项重要安全协定。 2022年1 月6日，日本首相岸田文雄和澳大利亚总理莫里森在因Covid-19疫情而舉行的虛擬峰會上簽署該協定。 
因印太地缘政治的緊張，《日澳相互准入協定》地位變得越發重要。日本和澳大利亚擔憂中国在南海的活动，以及與中国共产党間潛在的冲突。 尤其，為回應澳大利亚调查病毒起源的呼吁，中国對澳大利亞实施制裁，加剧了局勢。 
2022年10月22日，岸田文雄與澳大利亚总理安东尼进一步利用《相互准入協定》，修订《安全保障共同宣言》（JDSC） 。 2007年，日本首相安倍晋三與澳大利亞總理霍华德签署《安全保障共同宣言》，以应对911後雙邊日益加强的安全聯繫。日澳安全保障共同宣言，原本是不具约束力的安全协议，但经过修订后，成为两国间具有约束力的条约，而能更有效地利用《相互准入協定》。 
《日澳相互准入協定》也成為兩國與印度、美国关系的基石，組成日印美澳四边安全对话。 2004年，印度洋海啸後，四邊安全對話成立。早在2007 年，四国曾就联合军事演习进行过讨论，但受到中国的严厉批评而取消。2020年，出於擔心中國疏遠西方並支持俄羅斯，四國立場改變，举行了首次联合军事演习。 

### 日英相互准入協定
2022年5月5日，日本首相岸田文雄和英国首相強森开始讨论签署类似于《日澳相互准入協定》 的协议。 《日英相互准入協定》，是简化联合军事演习，方便軍隊調動。此外，协议允諾日英共同开发下一代战斗机，是日本首次与美国以外的国家合作开展重大军事项目。 
2023年1月11日，日本首相岸田文雄和英国首相苏纳克在伦敦签署协议 ，允许两国在彼此的領土部署军队。英国成为第一个与日本签订相互准入協定的欧洲国家。 英国称协议是自1902年英日同盟以来雙方最重要的协议。 

### 日菲相互准入協定
2024年7月8日，日本與菲律賓簽署相互准入協定，允許在對方領土部署部隊進行訓練。

## 倡議

### 日本和法国
2022年1月20日，日本与法国作成类似相互准入協定的联合声明。 日本外相林芳正、日本卫相岸信夫、法国欧洲及外交事務部长让-伊夫·勒德里昂，以及法国國防部長弗洛朗斯共同完成聯合聲明。如同相互准入協定，联合声明加强国防安全方面的军事合作，以应对中国在南海的行动以及朝鲜核威胁。 

### 韓英唐寧街協議
2023年11月20日，韓英簽署唐寧街協議（英語：Downing Street Accord），同意加強兩國彼此間的軍事合作，提升兩國關係為「全球戰略夥伴」。依據協議，韓英兩國將仿效日英相互准入協定，制度化類似機制。